# Pataca del Timor portoghese
La pataca è stata la valuta del Timor portoghese tra il 1894 e il 1959, ad eccezione del periodo 1942-1945, quando le forze d'occupazione giapponesi introdussero il fiorino e la rupia delle Indie olandesi. La pataca aveva valore pari a quello della pataca di Macao ed era suddivisa in 100 avos.

## Storia
Inizialmente a Timor venivano utilizzate monete e banconote di Macao. A queste si aggiunsero, dal 1912, le banconote emesse localmente dal "Banco Nacional Ultramarino", anche se fino al 1945 nessuna moneta venne specificatamente coniata per Timor. Alla sua introduzione la pataca aveva valore pari a quello del peso messicano d'argento. Fu sostituita nel 1942 dalle emissioni giapponesi del fiorino delle Indie olandesi alla pari. Quando la pataca fu reintrodotta, venne agganciata all'escudo portoghese al cambio di 5,5 escudos = 1 pataca. Questo cambio divenne pari a 5 nel 1949. Comunque, quando la pataca fu rimpiazzata dall'escudo nel 1959, venne applicato il cambio di 1 pataca = 5,6 escudos.

## Monete
Nel 1945 furono introdotte monete in bronzo da 10 avos, in nichel-bronzo da 20 avos e in argento da 50 avos. Le dimensioni di queste monete erano identiche a quelle delle monete portoghesi da 20 centavos, 1 e 2½ escudos. Le monete furono emesse fino al 1951.

## Banconote
Nel 1912 il "Banco Nacional Ultramarino" introdusse banconote (datate 1910) in tagli da 1, 5, 10 e 20 patacas. Circolavano inoltre banconote di Macao da 25 patacas. Nel 1940 furono introdotte banconote da 5, 10 e 50 avos. Alcune di queste banconote erano sovrastampe delle banconote di Macao, come quelle da 5, 25 e 100 patacas introdotte nel 1945. Nello stesso anno furono introdotte emissioni specifiche per Timor in tagli da 1, 5, 10, 20 e 25 patacas, seguiti dal 20 avos nel 1948.